# پسر شکست‌ناپذیر
پسر شکست‌ناپذیر (به انگلیسی: The Unbreakable Boy) یک فیلم زندگی‌نامه‌ای درام آمریکایی محصول سال ۲۰۲۵ به کارگردانی و نویسندگی جان گان است. این فیلم بر اساس کتاب پسر شکست‌ناپذیر: ترس پدر، شجاعت پسر، و داستان عشق بی قید و شرط نوشتۀ اسکات مایکل لرت و سوزی فلوری است که بر اساس یک داستان واقعی، ساخته شده است. در این فیلم زکری لی‌وای در نقش اصلی بازی می‌کند.
لاینزگیت در نوامبر ۲۰۲۰ یک فیلم بلند بر اساس این کتاب را با گان به عنوان کارگردان اعلام کرد. فیلمبرداری در همان ماه آغاز شد و در دسامبر به پایان رسید. پس از تأخیر در تاریخ اکران اصلی خود در مارس ۲۰۲۲، این فیلم در ۲۱ فوریه ۲۰۲۵ اکران شد.

## خلاصه داستان
آستین پسری معلول است که به بیماری استخوان شکننده و اوتیسم مبتلا است. پدرش اسکات همیشه آستین را راضی و خوشحال نگه می‌دارد.

## بازیگران
- زکری لی‌وای در نقش اسکات لرت, پدر آستین.
- جیکوب لاوال در نقش آستین لرت، پسری مبتلا به اوتیسم و بیماری مغز استخوان.
  - روی جکسون میلر در نقش جوانی آستین
- مگان فیهی در نقش ترزا لرت
- درو پاول در نقش جو، دوست خیالی آستین
- پاتریشا هیتون در نقش مارسیا
- ایمی اکر در نقش لوری
- گوین وارن در نقش لگان لرت
- پایلوت بانچ در نقش تایلر
- پیتر فاسینالی در نقش ریک واعظ
- سارا دین در نقش اکسترا
- تاد تری در نقش دیک
- کوین داونز در نقش لایل
- متی وارد و جاستین راسل در نقش اعضای انجمن الکلی‌های گمنام
- بروس دیویس در نقش یک دکتر اوتیسم
- اشتین بارلو نگوین در نقش یک تشویق‌کننده
- لنا هارمون در نقش یک دکتر
- الکساندرا سوانبک در نقش یک پرستار

## ساخت
فیلمبرداری در اکلاهما در طول همه‌گیری کووید ۱۹ در نوامبر ۲۰۲۰ آغاز شد و در اواخر سال ۲۰۲۰ به پایان رسید.

## انتشار
این فیلم ابتدا قرار بود در ۱۸ مارس ۲۰۲۲ در ایالات متحده اکران شود، اما هشت روز قبل از اکران بدون تاریخ اکران جدید، از برنامۀ اکران خارج شد. در ژانویه ۲۰۲۴، بیش از دو سال تأخیر، تاریخ فعلی فیلم مشخص شد.